# Сейшельські Острови на літніх Олімпійських іграх 2020
Сейшельські Острови на літніх Олімпійських іграх 2020 представляли п'ять спортсменів у чотирьох видах спорту.